# (429033) Günterwendt
(429033) Günterwendt est un astéroïde de la ceinture principale.

## Description
(429033) Günterwendt est un astéroïde de la ceinture principale. Il fut découvert le 13 février 2009 à Calar Alto par Felix Hormuth. Il présente une orbite caractérisée par un demi-grand axe de 3,16 UA, une excentricité de 0,18 et une inclinaison de 9,5° par rapport à l'écliptique.